# Gaharanyonga
Gaharanyonga är ett periodiskt vattendrag i Burundi.   Det ligger i provinsen Cankuzo, i den nordöstra delen av landet, 120 kilometer öster om huvudstaden Bujumbura.
I omgivningarna runt Gaharanyonga växer huvudsakligen savannskog. Runt Gaharanyonga är det ganska tätbefolkat, med 108 invånare per kvadratkilometer.